# Dansville (Míchigan)
Dansville es una villa ubicada en el condado de Ingham en el estado estadounidense de Míchigan. En el Censo de 2010 tenía una población de 563 habitantes y una densidad poblacional de 216,08 personas por km².

## Geografía
Dansville se encuentra ubicada en las coordenadas 42°33′20″N 84°18′9″O / 42.55556, -84.30250. Según la Oficina del Censo de los Estados Unidos, Dansville tiene una superficie total de 2.61 km², de la cual 2.6 km² corresponden a tierra firme y (0.1%) 0 km² es agua.

## Demografía
Según el censo de 2010, había 563 personas residiendo en Dansville. La densidad de población era de 216,08 hab./km². De los 563 habitantes, Dansville estaba compuesto por el 95.56% blancos, el 0.71% eran afroamericanos, el 1.07% eran amerindios, el 0.71% eran asiáticos, el 0% eran isleños del Pacífico, el 0.36% eran de otras razas y el 1.6% pertenecían a dos o más razas. Del total de la población el 1.6% eran hispanos o latinos de cualquier raza.